# Kodeks śmierci
Kodeks śmierci (norw. Dødens codex) – powieść kryminalna norweskiego pisarza Gerta Nygårdshauga (w Polsce pod pseudonimem Gert Godeng), opublikowana w 1990, a w Polsce w 2008.
Jest trzecią powieścią cyklu Krew i wino, w której występuje smakosz, znawca języków i detektyw amator Fredric Drum. Akcja rozgrywa się w fikcyjnej kalabryjskiej miejscowości Ofanes (w pobliżu Crotone). Drum przybywa tu, by na zlecenie doktora Donato D’Angelo z Uniwersytetu w Rzymie rozszyfrować niezrozumiałe fragmenty odnalezionego na miejscu, podczas wykopalisk, Codexu Ofanes – tajemniczego tekstu grecko-łacińskiego. Dochodzi do licznych prób zamordowania głównego bohatera, z których wychodzi on cało, dzięki przebiegłości lub zbiegom okoliczności. Giną natomiast trzy inne osoby – dwóch chłopców i signore Loppo – strażnicy wykopalisk (wszyscy bez zewnętrznych śladów przemocy).
Niektóre wątki nawiązują do pierwszej części serii Krew i wino (Dzban miodu) – w Ofanes, w lokalnym ośrodku terapii muzycznej przebywa Francuzka, Geneviéve Brisson – kochanka Druma, która uległa poważnym problemom zdrowotnym w pierwszej części.
Powieść odwołuje się do filozofii antyku oraz średniowiecznych przesądów. Nawiązuje do wydarzeń z lat 80. XX wieku, kiedy to w okolicach Neapolu odkryto starożytny papirus w stanie zwęglenia. Dwóch norweskich naukowców – Brynjulf Fosse i Knut Kleve opracowało wtedy unikalną metodę otwierania takich zwojów i odczytywania zapisanych tam tekstów.
Charakterystyczne postacie:
- Vitollo Umbro – lekarz, właściciel kliniki muzycznej w Ofanes,
- Romeo Umbro (Il Falco, Sokół) – posiadacz ziemski, właściciel okazałych winnic, skłócony brat Vitollo,
- Andrea i Gianna Umbro – córki Romea,
- Arne Fridtjov Laksdal – norweski znawca antyku,
- Gianfranco Garrofoli – właściciel hotelu Albergo Anziano Ofani, w którym zatrzymał się Drum,
- signore Ratti – właściciel miejscowej trattorii, Mistrz Win Kalabrii[5].